# Ла-Навата
Ла Навата — населённый пункт в 35 км на северо-запад от столицы Испании — Мадрида, с которым сообщается посредством железнодорожного переезда и автобусных маршрутов. Является резидентной зоной более крупного населённого пункта — Галапагар. Основан в IX—XI веках.
Ла-Навата окружена несколькими природными территориями, охраняемыми государством, включая реку Гудамарру. В городе две мельницы — Навата и Риомонте, несколько баров, складов, аптека, ресторан и Общественный колледж Наваты, являющийся единственным образовательным учреждением в городе. Из исторических сооружений Ла Навата имеет часовню и мост Алькансорла, сделанный арабами в IX—XI веке, он вплотную примыкает к муниципалитету Торрелодонес.
Среди известных личностей, в Ла-Навату часто приезжает журналист и писатель Артуро Перес-Реверте, который является членом Королевской академии испанского языка, почти все свои книги он написал в Ла-Навате.